# هيرفي ميشو
هيرفي ميشو هو فلاح وسياسي كندي، ولد في 28 ديسمبر 1912 في Bouctouche ‏ في كندا، وتوفي في 5 يونيو 1978. نشط حزبياً في الحزب الليبرالي الكندي. وقد انتخب عضو مجلس الشيوخ الكندي ‏ وانتخب عضو مجلس العموم الكندي.